# Faisalabad (quận)
Faisalabad (trước năm 1979 có tên là Lyallpur) (Punjabi và tiếng Urdu: ضلع فیصل آباد) là một quận thuộc tỉnh Punjab, Pakistan. Quận có diện tích 5.856  km², dân số năm 1996 là 5.429.547 người với mật độ 927 người/ km². Thủ phủ là thành phố Faisalabad.